# 松尾晋平
松尾 晋平（まつお しんぺい、1956年10月28日 - 2007年2月2日）は料理家、陶芸家。福岡市出身。
当初、画家を目指して上京、その後ヨーロッパ各地を放浪して武者修行する。その過程で料理に興味を持つようになり、1975年に帰国した後はフランス料理家に転向、1986年に独立。その後はジャンルにとらわれない料理をメディアで提案する一方、1991年からは料理を盛りつける器を提案、陶芸家としても知られるようになる。
2007年2月2日17時40分、脳腫瘍のため死去、享年50。